# Rhodiola stapfii
Rhodiola stapfii är en fetbladsväxtart som först beskrevs av R.-hamet, och fick sitt nu gällande namn av Fu. Rhodiola stapfii ingår i släktet rosenrötter, och familjen fetbladsväxter. Inga underarter finns listade i Catalogue of Life.